# ريوسوكي ناكاجيما
ريوسوكي ناكاجيما (باليابانية: 中島 良輔) (28 أبريل 1988 في غيفو في اليابان – )؛ هو لاعب كرة قدم سابق كان يلعب كلاعب وسط.

## وصلات خارجية
- ريوسوكي ناكاجيما على موقع قاعدة بيانات كرة القدم.إي يو (الإنجليزية)
- ريوسوكي ناكاجيما على موقع عالم كرة القدم.نت (الإنجليزية)